# Brigitte Mayinger
Brigitte Mayinger (* 1962 in München) ist eine deutsche Internistin und außerplanmäßige Professorin an der Universität Erlangen-Nürnberg. Sie ist Chefärztin der Inneren Medizin II am Klinikum München West. Mayinger ist bekannt für die Entwicklung neuer Diagnoseverfahren, die interdisziplinär angesiedelt sind und auf bio-medizinisch-physikalischen sowie optischen Methoden zur Tumorfrühdiagnostik in der gastroenterologischen Endoskopie beruhen. Sie ist die Tochter des Thermodynamikers Franz Mayinger.

## Leben
Nach dem Abitur am humanistischen Kaiser-Wilhelm-Gymnasium in Hannover studierte Mayinger Humanmedizin an der Albert-Ludwigs-Universität in Freiburg und der Ludwig-Maximilians-Universität in München (1981–1986) und approbierte sich 1987 als Ärztin. 1986 absolvierte sie das amerikanische Staatsexamen für ausländische Mediziner (ECFMG). Nach drei Aufenthalten als Gastärztin in den Departments für Endokrinologie, Gastroenterologie und Kardiologie am Beth-Israel Hospital der Harvard Medical School in Boston begann sie ihre Ausbildung zur Internistin an der II. Medizinischen Klinik des Zentralklinikums Augsburg. 1997 erwarb sie die Schwerpunktbezeichnung für Gastroenterologie, 2003 für Endokrinologie an der I. Medizinischen Klinik der Friedrich-Alexander-Universität Erlangen-Nürnberg. Sie ist weitergebildet zur Diabetologin DDG und Palliativmedizinerin. Mayinger habilitierte sich 2001 zum Thema „Lichtinduzierte Autofluoreszenz-Spektroskopie von Karzinomen der Speiseröhre und des Magens: Entwicklung, Validierung und klinische Anwendung“ an der Friedrich-Alexander-Universität Erlangen-Nürnberg. Sie absolvierte das Wirtschaftsstudium für Mediziner an der Universität Bayreuth mit Abschluss als Medizinökonomin (2002) und MBA Business Health Administrator (2008). Seit 2004 ist Mayinger Chefärztin der Medizinischen Klinik II und seit 2006 stellvertretende Ärztliche Direktorin am Klinikum München West. 2008 erfolgte die Berufung zur außerplanmäßigen Professorin mit Lehrtätigkeit an der Universität Erlangen-Nürnberg.

## Wissenschaftlicher Beitrag
Die wissenschaftliche Tätigkeit von B. Mayinger konzentrierte sich auf klinisch-angewandte Forschungsgebiete.
Erste klinische Arbeiten von Mayinger befassten sich mit der klinischen Anwendung  und Evaluation eines in Entwicklung befindlichen flexiblen Endoskop-System mit Einmalschutzhülle vor dem Hintergrund hygienischer Aspekte und Handhabung.
Der Haupt-Forschungsschwerpunkt lag im Weiteren in der endoskopischen Früherkennung gastroenterologischer Tumore mittels  lichtoptischer Verfahren, wie der Autofluoreszenz-Spektroskopie und der photodynamischen Diagnostik. In Kooperation mit Mitarbeitern der TU München und einem Hersteller medizintechnischer Produkte erfolgten die Entwicklung und später die Anwendung der Autofluoreszenz-Spektroskopie im klinischen Einsatz bei endoskopischen Untersuchungen zur Erkennung von Ösophagus-, Magen- und Dickdarm-Karzinomen. Mit Hilfe spezieller lichtoptischer Anregungsverfahren und hochsensitiver Messverfahren gelang es unterschiedliche lichtoptische Verhaltensweisen diverser gastrointestinaler Tumore in vivo herauszuarbeiten.
Ein weiterer Schwerpunkt war die photodynamische Diagnostik im oberen und unteren Gastrointestinaltrakt. In Kooperation  mit der Entwicklungsabteilung der Firma Karl Storz Endoskope und einem norwegischen Unternehmen erfolgte die endoskopische lichtoptische Früherkennung von Kolonpolypen und -krebs  mit Hilfe eines enteral applizierten tumor-affinen Photosensitizers.
In Zusammenarbeit  mit dem Fraunhofer IIS-Institut der Uni Erlangen arbeitete sie an der Evaluation rechnergestützter Bildanalyseverfahren zur Unterscheidung von Cardia- und Barrett-Schleimhaut mit oder ohne intraepitheliale Neoplasien mit dem Ziel, hier die Tumorfrüherkennung  zu erleichtern.

## Mitgliedschaften in wissenschaftlichen Vereinigungen
- Berufsverband Deutscher Internisten (BDI)
- Deutsche Gesellschaft für Innere Medizin (DGIM)
- Deutsche Diabetesgesellschaft (DDG)
- Deutsche Gesellschaft für Verdauungs- u. Stoffwechselerkrankungen (DGVS)
- Deutsche Gesellschaft für Endoskopie und Bildgebende Verfahren (DGE-BV)
- Arbeitsgemeinschaft Leitender Gastroenterologen (ALK)